# Diamond Disc

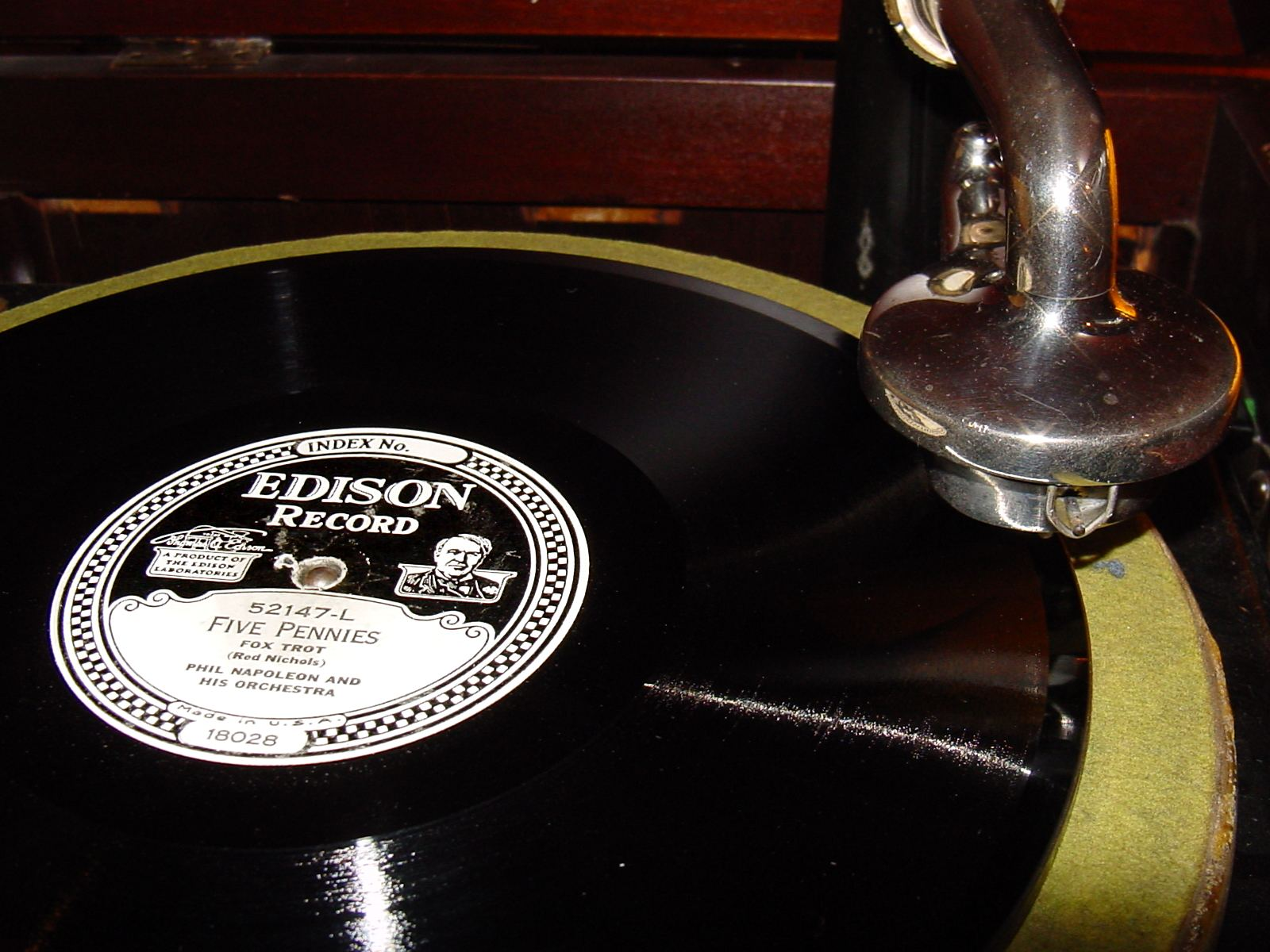
Edison Diamond Disc Phonograph mit Platte, ca. 1920

Die Diamond Disc (englisch; „Diamantscheibe“) ist ein von Thomas Alva Edison entwickeltes Schallplattenformat.

## Vorgeschichte
Bis in die ersten Jahre des 20. Jahrhunderts war der Phonograph das weltweit marktführende Tonträgerformat. Jedoch drängte das 1897 von Emil Berliner weitgehend fertiggestellte und vorwiegend von der Firma Victor stark beworbene Grammophon mit spürbarer Stärke auf den noch jungen Unterhaltungsmarkt. Das Ende von Edisons Walzenformat war absehbar. Zudem stellte im Jahre 1912 der zweitgrößte Walzenhersteller, die Columbia Graphophone Company, die Produktion vollständig auf Schallplatten um.
Wenige Jahre zuvor hatten Mitarbeiter der Edison-Laboratorien die Arbeit an einem eigenen Schallplattenformat begonnen. Dr. Jonas Aylsworth, ehemaliger leitender Chemiker und späterer Berater Edisons, entwickelte ein spezielles Material als Basis zum Pressen von Schallplatten. Insbesondere sollte es hitzebeständig und bruchsicher sein, eine Eigenschaft, welche die herkömmlichen Schellackplatten nicht besaßen.
1911 wurde der Edison Diamond Disc Phonograph zum ersten Mal der Öffentlichkeit präsentiert, der Verkauf begann jedoch erst ein Jahr später.

## Herstellung und Beschaffenheit
Man verwendete eine Mischung aus Phenol, Formaldehyd, Holzmehl und Lösungsmittel und stellte daraus einen sehr robusten Plattenkern her. Dieser Kern wurde nun mit einer Lackschicht aus phenolhaltigem Kunstharz überzogen. Der so gefertigte Rohling erhielt dann im Pressverfahren seine Rillen von einer Matrize.
Im Gegensatz zu der bei fast allen Schellackplatten verwendeten Seitenschrift blieb Edison auch hier bei seiner Tiefenschrift, d. h. das Nutzsignal lag vertikal in der Rille vor.
Die Diamond Discs hatten einen üblichen Durchmesser von etwa 25 cm (entspricht 10″) und waren ca. 5 mm dick. Die Umdrehungsgeschwindigkeit lag bei 80 min−1. Eine Diamond Disc kann nicht auf einem herkömmlichen Grammophon abgespielt werden, sie würde durch die Stahlnadel beschädigt werden. Stattdessen wurde von Edison ein eigenes Abspielgerät verkauft, der sogenannte Diamond Disc Phonograph. Fälschlicherweise wurden diese Geräte als „Phonographen“ (= Tonschreiber) beworben, obgleich eine Aufnahmemöglichkeit für den Konsumenten nicht vorhanden war.

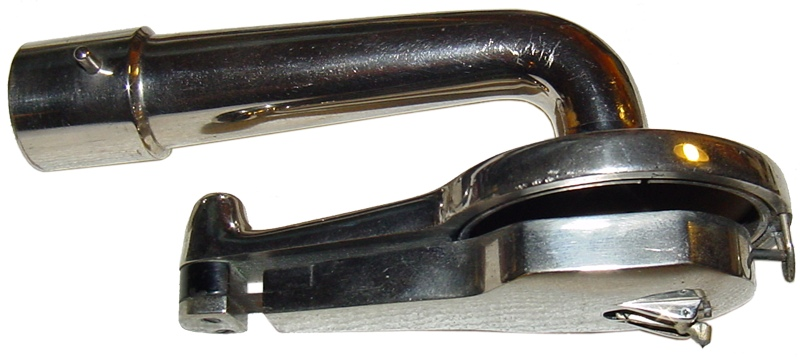
Edison Diamond-Schalldose, ca. 1920

Statt einer Stahlnadel verwendete Edison zum Abtasten seiner Diamond Discs einen Diamantsaphir, welcher mit einem sehr hohen Auflagegewicht von ca. 300 g arbeitete. Die maximale Spieldauer betrug ungefähr viereinhalb Minuten.
Die Tonqualität war im Vergleich zu den Schellackaufnahmen deutlich besser und bot wesentlich mehr Details. Insbesondere Klavieraufnahmen klangen überzeugender als von einer Schellackplatte. So machte bereits im April 1919 der russische Pianist Sergei Rachmaninow seine ersten Aufnahmen auf Edison Diamond Disc, wechselte aber aufgrund von Diskrepanzen bei der Veröffentlichung kurz darauf zu Victor.

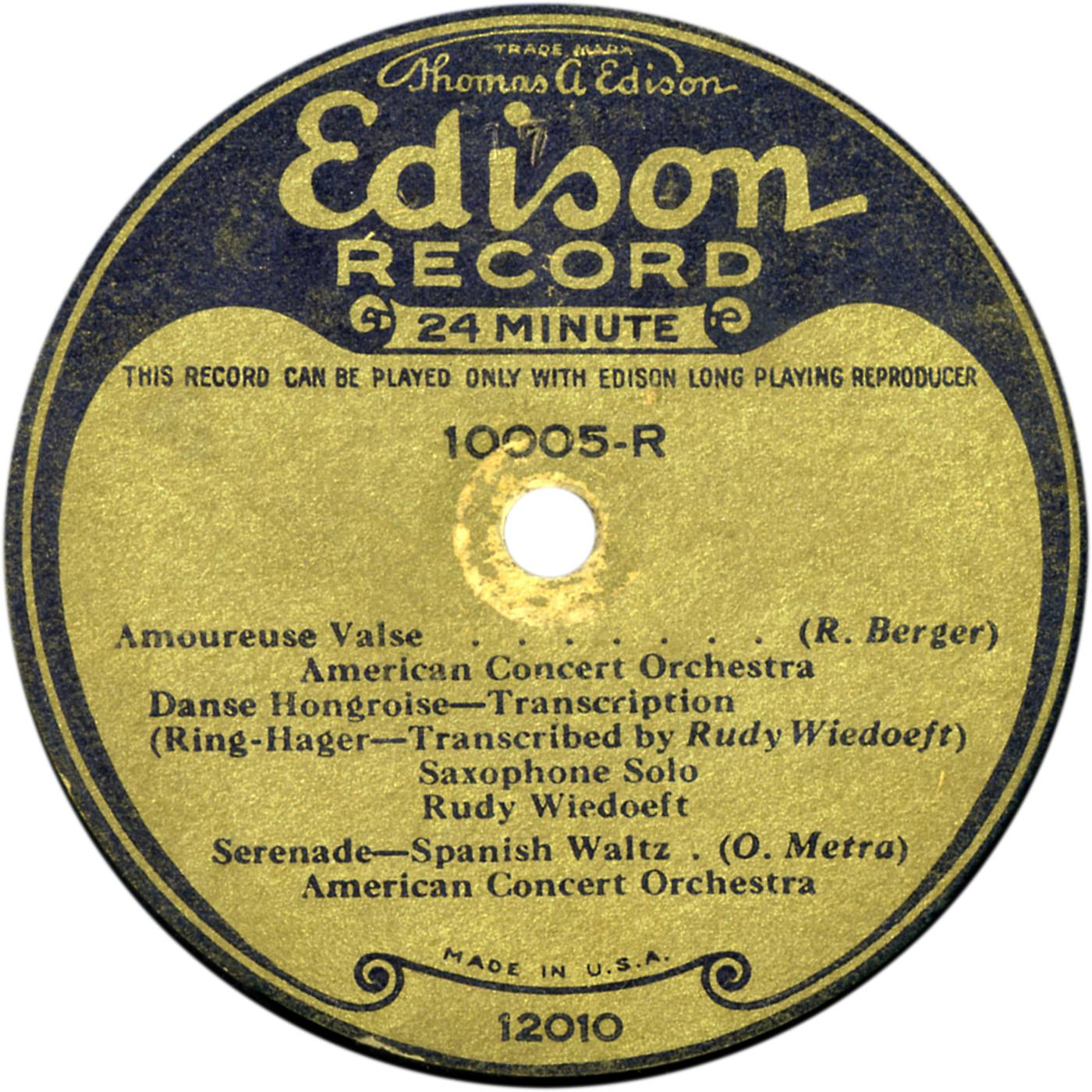
Etikett einer Edison Diamond Disc LP mit 24 Min. Spieldauer von 1926

1926 stellte Edison die Long Playing Diamond Disc vor, welche bei 80 min−1 bis zu 24 Minuten (10″ Durchmesser) bzw. 40 Minuten (12″ Durchmesser) spielte und ein absolutes Novum darstellte. Das Material und die Beschaffenheit waren identisch mit der normalen Diamond Disc, lediglich die Rillendichte hatte sich vervielfacht. Das Format musste nach ca. 1 Jahr wieder verworfen werden, da viele Kunden die teure Umrüstung ihrer Geräte nicht zahlen wollten und die Tonqualität im Vergleich zur normalen Diamond Disc auch deutlich schlechter und leiser war. Zudem waren die Rillen sehr empfindlich und die Platte nutzte sich schnell ab.
Bis 1927 wurden sämtliche Diamond Discs akustisch aufgenommen, also ohne Gebrauch von Mikrofonen oder Verstärkern, da Edison aufgrund einer Hörschwäche die Vorteile nicht wahrnehmen konnte. Zudem gab es Bedenken, dass die lautere, elektrische Aufnahme beim Abspielen eine stärkere Abnutzung der Platte verursachen könnte, da der Aufnahmepegel höher war.

## Niedergang
Trotz der klanglichen Vorteile gegenüber der Schellackplatte konnte sich das Edison Diamond Disc-System nicht durchsetzen. Der Preis für einen Diamond-Disc-Phonographen und die zugehörigen Platten war deutlich höher als für ein übliches Grammophon. Zudem war man auch auf die eigene Plattenmarke fixiert, da Edison keine Zusammenarbeit oder Lizenzvergabe mit anderen Herstellern erwog. Zwar stellten einige Hersteller Adaptervorrichtungen zur Verfügung, mit denen man auch normale Schellacks auf dem Edison-Gerät spielen konnte, dies trug aber nur noch weiter zum Niedergang des Formates bei.
1928 übernahm Edisons Sohn Charles die Firma und versuchte sie 1929 mit dem Verkauf von normalen Schellackplatten, Koffergrammophonen und Radios zu retten. In dieser Zeit wurden auch die ersten elektrischen Diamond-Disc-Plattenspieler mit Radiokombination produziert. Die Rettung der Firma gelang jedoch nicht und im Oktober des gleichen Jahres wurde bekannt gegeben, dass die Edison Phonograph Company nicht mehr im Geschäft sei.
Das Format wurde auch nicht von anderen Herstellern weiter verfolgt und stellt heute eine technische Kuriosität dar.